# Кім Ха Ниль
Кім Ха Ниль (кор. 김하늘) — південнокорейська акторка.

## Біографія
Народилася 21 лютого 1978 року в столиці Південної Кореї місті Сеул. Свою кар'єру розпочала у 1996 році в якості моделі, першу роль у кіно Ха Ниль зіграла у 1998 році. У наступні декілька років вона зіграла численні другорядні ролі в фільмах та телесеріалах. Успіх до Ха Ниль прийшов після вдало виконаної ролі у популярному романтичному серіалі «Піаніно», який став другим за популярністю серіалом 2001 року у Південній Кореї. Зростання популярності акторки пов'язане з головною роллю у фільмі «Моя подруга — репетитор», за яку вона отримала нагороду Премії Пексан. Через успіх романтичних фільмів за участю Ха Ниль, у корейській пресі вона отримала псевдонім «Королева романтичної комедії». Численні акторські нагороди їй принесла головна роль в популярному серіалі «В ефірі» 2008 року, в якому вона вдало зіграла зарозумілу топ-зірку. У наступному році Ха Ниль зіграла головну роль в романтичній комедії «Моя дівчина — Агент». У 2011 році вона зіграла поліцейську що втратила зір в трилері «Сліпа», ця роль принесла їй дві нагороди Краща акторка корейських кінопремій. У наступному році Ха Ниль зіграла головну жіночу роль в популярному романтично-комедійному серіалі «Гідність джентльмена». Далі вона зробила невелику перерву в своїй кар'єрі.
Повернулася на великий екран Ха Ниль у 2016 році зігравши головну роль в незалежному фільмі «Не забувай мене». Восени того ж року вона зіграла головну роль в мелодраматичному серіалі «На шляху до аеропорту». Влітку 2019 року Ха Ниль зіграла головну жіночу роль в мелодрамі «Вітер дме». Восени наступного року відбулася прем'єра фентезійного серіалу «Знову 18», головну роль в якому зіграла Ха Ниль. 

## Особисте життя
19 березня 2016 року вийшла заміж за бізнесмена, у жовтні наступного року пара оголосила що чекає первістка, 27 травня 2018 Кім Ха Ниль народила доньку.

## Фільмографія

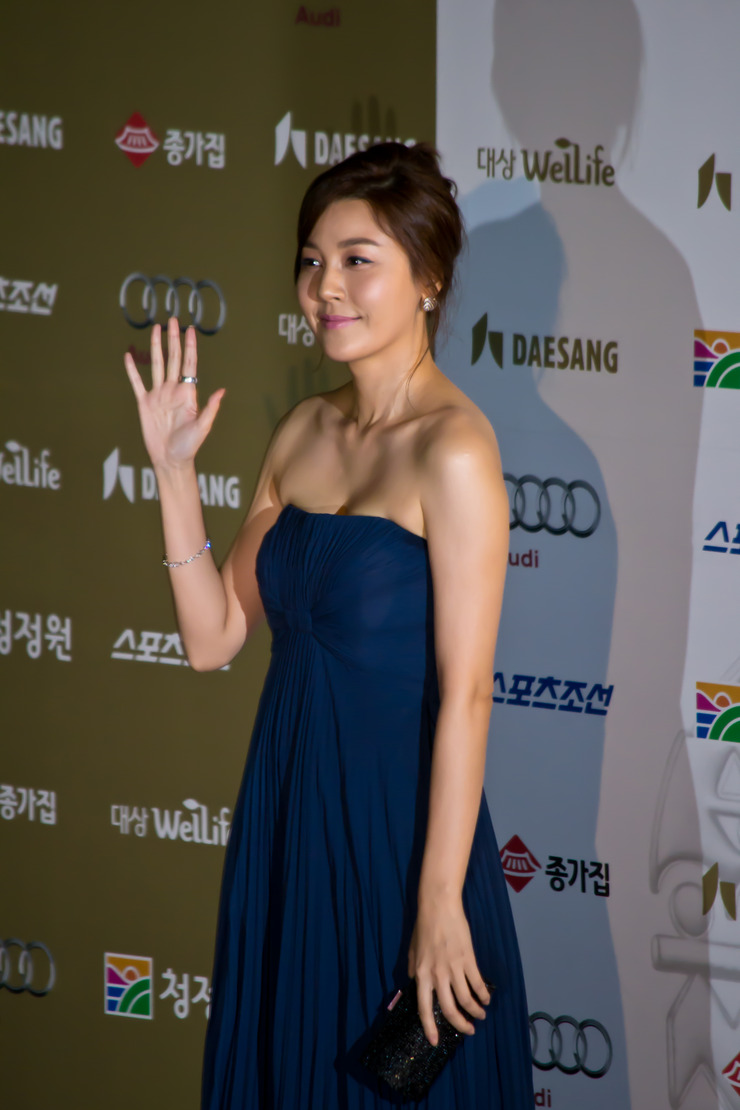
Кім Ха Ниль у 2011 році

### Телевізійні серіали
| Рік  | Назва                   | Роль       | Мережа         |
| ---- | ----------------------- | ---------- | -------------- |
| 1999 | «Щасливі разом»         | Чін Су Ха  | SBS            |
| 1999 | «У сонячне світло»      | Кан Су Бін | MBC            |
| 2000 | «Таємниця»              | Лі Хі Чжун | MBC            |
| 2001 | «Піаніно»               | Лі Су А    | SBS            |
| 2002 | «Романтика»             | Кім Че Вон | MBC            |
| 2004 | «Вітражне скло»         | Шин Чі Су  | SBS            |
| 2006 | «90 днів, час кохання»  | Ко Мі Йон  | MBC            |
| 2008 | «В ефірі»               | О Син А    | SBS            |
| 2009 | «Рай»                   | Мі Кьон    | SBS / TV Asahi |
| 2010 | «Дорога № 1»            | Кім Су Йон | MBC            |
| 2012 | «Гідність джентльмена»  | Со Ї Су    | SBS            |
| 2016 | «На шляху до аеропорту» | Че Су А    | KBS2           |
| 2019 | «Вітер дме»             | Лі Су Чжін | JTBC           |
| 2020 | «Знову 18»              | Чон Да Чон | JTBC           |
| 2022 | «Вбивчі підбори»        | У Хьон     | tvN            |

### Фільми
| Рік  | Назва                     | Роль         |
| ---- | ------------------------- | ------------ |
| 1998 | «Бувай Джейн»             | Ю Че Йон     |
| 1999 | «Лікар К»                 | О Се Йон     |
| 2000 | «Те саме»                 | Юн Со Їн     |
| 2003 | «Моя подруга — репетитор» | Чхве Су Ван  |
| 2004 | «Крижаний дощ»            | Кім Кьон Мін |
| 2004 | «Занадто красива брехня»  | Чу Йон Чжу   |
| 2004 | «Мертвий друг»            | Мін Чі Вон   |
| 2006 | «Майже кохання»           | Чін Даль Ре  |
| 2008 | «Шестирічне кохання»      | Лі Да Чжін   |
| 2009 | «Моя дівчина — Агент»     | Ан Су Чжі    |
| 2011 | «Сліпа»                   | Мін Су А     |
| 2011 | «Ти мій улюбленець»       | Чі Ин'ї      |
| 2016 | «Не забувай мене»         | Чін Йон      |
| 2016 | «Створення сім'ї»         | Ко Мі Йон    |
| 2017 | «Погана поведінка»        | Хьо Чжу      |
| 2017 | «З Богами: Два світи»     | Сон Гьо      |

## Нагороди
| Рік  | Нагорода                         | Категорія                                                       | Робота                    | Результат | Прим.  |
| ---- | -------------------------------- | --------------------------------------------------------------- | ------------------------- | --------- | ------ |
| 1999 | 20-та Премія Блакитний дракон    | Краща акторка другого плану                                     | «Лікар К»                 | Номінація |        |
| 2000 | 21-а Премія Блакитний дракон     | Краща акторка                                                   | «Те саме»                 | Номінація |        |
| 2001 | 9-та Премія SBS драма            | Нагорода за популярність                                        | «Піаніно»                 | Перемога  |        |
| 2002 | 21-ша Премія MBC драма           | Нагорода за високу майстерність (акторки)                       | «Романтика»               | Перемога  |        |
| 2003 | 39-та Премія мистецтв Пексан     | Найпопулярніша акторка                                          | «Моя подруга — репетитор» | Перемога  |        |
| 2003 | 24-та Премія Блакитний дракон    | Краща акторка                                                   | «Моя подруга — репетитор» | Номінація |        |
| 2004 | 40-а Премія мистецтв Пексан      | Краща акторка                                                   | «Занадто красива брехня»  | Перемога  |        |
| 2004 | 41-а Премія Великий дзвін        | Краща акторка                                                   | «Занадто красива брехня»  | Номінація |        |
| 2004 | 25-та Премія Блакитний дракон    | Краща акторка                                                   | «Занадто красива брехня»  | Номінація |        |
| 2008 | Корейська премія моди та дизайну | Краще вбрання                                                   |                           | Перемога  |        |
| 2008 | 29-та Премія Блакитний дракон    | Популярна зірка                                                 | «Шестирічне кохання»      | Перемога  | [ 10 ] |
| 2008 | 2-а Премія корейської драми      | Нагорода за високу майстерність (акторки)                       | «В ефірі»                 | Перемога  | [ 11 ] |
| 2008 | 16-та Премія SBS драма           | Топ-10 зірок                                                    | «В ефірі»                 | Перемога  |        |
| 2008 | 16-та Премія SBS драма           | Нагорода за високу майстерність (акторки)                       | «В ефірі»                 | Перемога  |        |
| 2009 | 30-та Премія Блакитний дракон    | Краща акторка                                                   | «Моя дівчина — Агент»     | Номінація |        |
| 2011 | 48-а Премія Великий дзвін        | Краща акторка                                                   | «Сліпа»                   | Перемога  | [ 5 ]  |
| 2011 | 32-та Премія Блакитний дракон    | Краща акторка                                                   | «Сліпа»                   | Перемога  |        |
| 2012 | 1-ша Премія зірок K-Drama        | Нагорода за високу майстерність (акторки)                       | «Гідність джентльмена»    | Номінація |        |
| 2012 | 20-та Премія SBS драма           | Топ-10 зірок                                                    | «Гідність джентльмена»    | Перемога  | [ 12 ] |
| 2012 | 20-та Премія SBS драма           | Нагорода за популярність                                        | «Гідність джентльмена»    | Перемога  | [ 12 ] |
| 2012 | 20-та Премія SBS драма           | Нагорода за високу майстерність (акторки серіалу вихідного дня) | «Гідність джентльмена»    | Перемога  | [ 12 ] |
| 2016 | 30-та Премія KBS драма           | Нагорода за високу майстерність (акторки)                       | «На шляху до аеропорту»   | Перемога  | [ 13 ] |
| 2016 | 30-та Премія KBS драма           | Нагорода за високу майстерність (акторки мінісеріалу)           | «На шляху до аеропорту»   | Номінація | [ 13 ] |
| 2016 | 30-та Премія KBS драма           | Краща пара разом з Лі Сан Юном                                  | «На шляху до аеропорту»   | Перемога  | [ 13 ] |
| 2017 | 53-тя Премія мистецтв Пексан     | Краща акторка телебачення                                       | «На шляху до аеропорту»   | Номінація |        |
| 2017 | 22-а Премія Chunsa Film Art      | Краща акторка                                                   | «Погана поведінка»        | Номінація |        |
| 2017 | 26-та Кінопремія Буїль           | Краща акторка                                                   | «Погана поведінка»        | Номінація |        |